# Escritório Internacional de Pesos e Medidas

Bureau international des poids et mesures

O Escritório Internacional de Pesos e Medidas ou Gabinete Internacional de Pesos e Medidas (em francês:  Bureau international des poids et mesures — BIPM) é uma das três organizações estabelecidas para manter o Sistema Internacional de Unidades (SI) sob os termos da Convenção do Metro (Convention du Mètre).
Situa-se no Pavillon de Breteuil em Saint-Cloud, França, e se aproveita de seu status extraterritorial. O BIPM zela pela uniformidade mundial das medidas e da conformidade com o Sistema Internacional de Unidades (SI). O BIPM faz isto através da autoridade da Convenção do Metro, um tratado entre 63 nações (em 10 de março de 2022) e 38 estados e economias associados, e opera por meio de uma série de comitês consultivos, cujos membros são os laboratórios nacionais de metrologia dos estados-membros da Convenção, e pelo seu próprio trabalho em laboratório.
O BIPM realiza pesquisas relacionadas a medições. Ele toma parte e organiza comparações internacionais entre padrões de medida e realiza calibrações para os estados-membros. As outras organizações que mantêm o SI são:
- a Conferência Geral de Pesos e Medidas (CGPM, Conférence générale des poids et mesures);
- o Comitê Internacional de Pesos e Medidas (CIPM, Comité international des poids et mesures).